# Otto Schwankl
Otto Schwankl (* 27. April 1949 in Allhartsmais) ist ein deutscher katholischer Theologe.

## Leben
Als Knabenseminarist besuchte er das Gymnasium Leopoldinum (Passau). Nach einem Pastoraljahr in Pocking und der Priesterweihe am 29. Juni 1974 im Passauer Dom feierte er die Primiz in seinem Geburtsort. Als Kaplan war drei Jahre in Fürstenstein, anschließend weitere zwei Jahre in Hauzenberg tätig. Ab Herbst 1979 studierte er in Würzburg weiter, wo er 1986 promoviert und 1994 habilitiert wurde. In Würzburg übernahm er – neben seinem Studium – die Seelsorge in einem Schwesternerholungsheim. In seinen Semesterferien war er Spiritual im Haus St. Valentin, wo er unter anderem die Besinnungstage mit Seminaristen leitete. 1987 kam er nach Passau zurück. Noch im selben Jahr zog er nach Ruderting und arbeitete als wissenschaftlicher Assistent an der Universität Passau. Seit Herbst 1987 arbeitet er pastoral in den Pfarreien Kirchberg vorm Wald und Ruderting (heute: Pfarrverband Tiefenbach, Haselbach, Kirchberg vorm Wald) mit. Von 1995 bis 2015 hatte er den Lehrstuhl für Exegese und Biblische Theologie an der Universität Passau inne.

## Werke (Auswahl)
- Kirche und Welt. Identität und Widerspruch des Glaubens im Prinzip der Freiheit. Passau 1973, OCLC 633755064 (zugleich Diplomarbeit, Passau 1973).
- Die Sadduzäerfrage (MK 12,18-27 parr). Eine exegetisch-theologische Studie zur Auferstehungserwartung (= Bonner biblische Beiträge. Band 66). Athenäum, Frankfurt am Main 1987, ISBN 3-610-09102-9 (zugleich Dissertation, Würzburg 1986).
- Licht und Finsternis. Ein metaphorisches Paradigma in den johanneischen Schriften (= Herders biblische Studien. Band 5). Herder, Freiburg im Breisgau/Basel/Wien/Barcelona/Rom/New York 1995, ISBN 3-451-23624-9 (zugleich Habilitationsschrift, Würzburg 1994).